# Baddeley Devesi
Sir Baddeley Devesi, né le 16 octobre 1941 à Guadalcanal, et mort le 16 février 2012, est un homme d'État salomonais. Il est le premier gouverneur général des Îles Salomon, de 1978 à 1988.

## Biographie
Après une carrière dans l'enseignement, Devesi intègre l'administration publique en 1973. Lorsque les Îles Salomon, colonie britannique, accèdent à l'indépendance en 1978, il est nommé gouverneur général. Il est nommé à ce poste pour un second mandat en 1983.
Il est par la suite ministre des Affaires étrangères et vice-Premier ministre de 1990 à 1992, ministre de la Santé et vice-Premier ministre en 1993, et ministre des Transports et de la Communication, ainsi que vice-Premier ministre, de 1996 à 2000. En 1993, il s'adresse à l'Assemblée générale des Nations unies, appelant la communauté internationale à davantage d'efforts en réponse au changement climatique.